# 雉姫
雉姫（ちひ、生没年不詳、朝鮮語: 치희）は、高句麗の第二代王瑠璃明王の後妻である。漢人。
紀元前17年に瑠璃明王の王妃松氏が死亡し、瑠璃明王は新たに鶻川人の禾姫と漢人の雉姫の二人を後妻に迎えた。禾姫と雉姫は瑠璃明王の寵愛を競った。ある時、瑠璃明王が猟に行っていた時に雉姫は禾姫から侮辱されたため、実家に帰ってしまい、瑠璃明王が後を追ったが、雉姫は戻らなかった。これを悲しんだ瑠璃明王は、黄鳥歌をつくったが、これは朝鮮最古の歌である。